# Осетер європейський
Осетер атлантичний, або Осетер європейський (Acipenser sturio) — вид осетрів. Один з 17 видів роду; один з 5 видів роду у фауні України.

## Характеристика
Сягає 600 см максимальною довжиною і 120 кг максимальною вагою. У південно-східній частині Чорного моря досягає довжини 3,5 м, маси понад 300 кг.

## Ареал
Ареал охоплює також води атлантичного узбережжя Європи (в тому числі Ісландії), Північне, річки Франції та Іспанії. У Чорному морі дуже рідко траплявся до 60-х роках 20 ст. (біля південних берегів берегів Кримського півострова, у Каркінітській затоці та гирлі Дунаю). В останні роки не виявлено. Наразі зберігся лише в Грузії — на невеликій ділянці морських узбережних вод та в річці Ріоні.

## Екологія

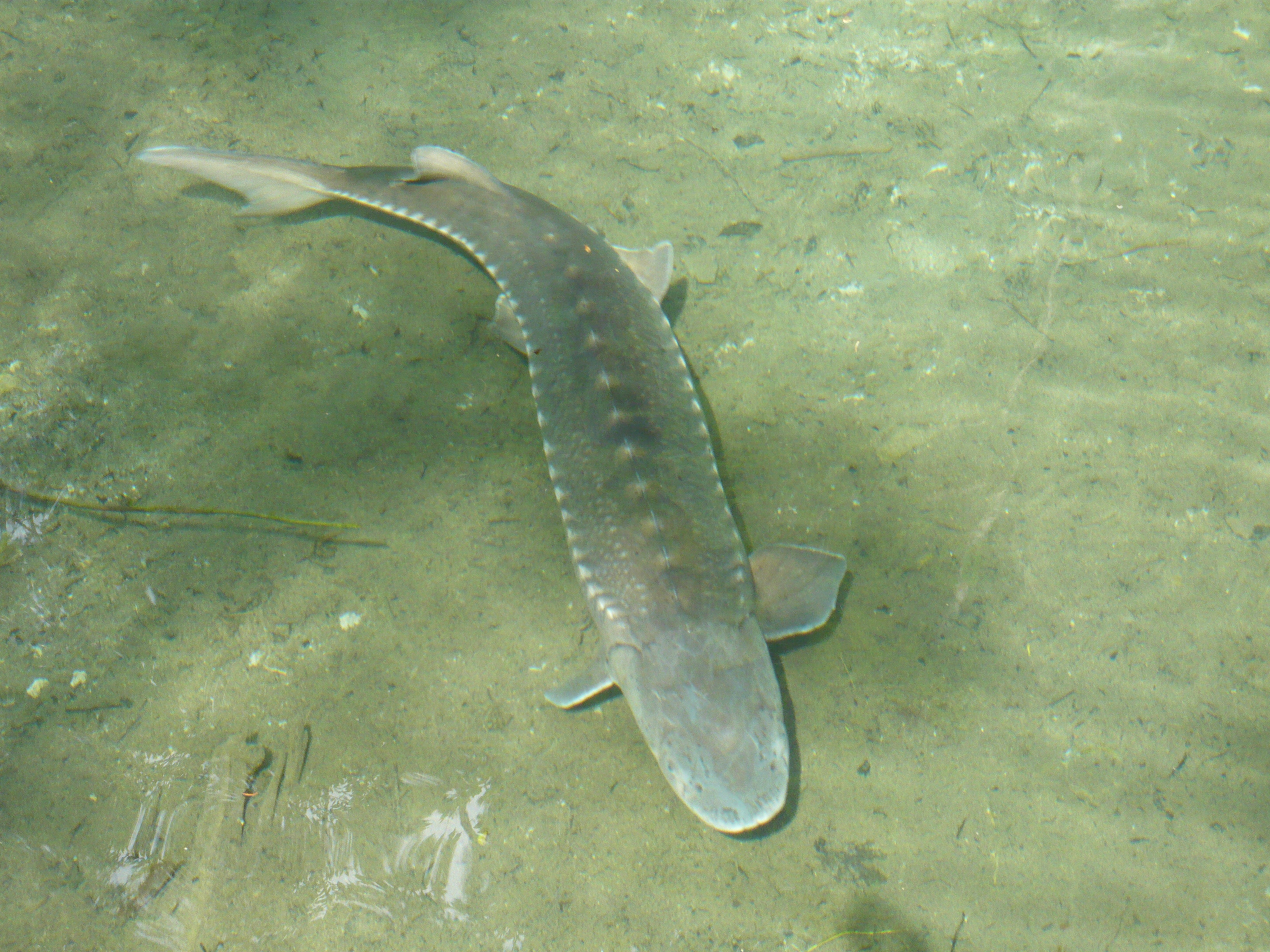
Осетер атлантичний у природному середовищі

Живе у морі, заходить у річки для розмноження. Веде придонний спосіб життя. Тримається здебільшого поодинці або невеликими групами.
Чисельність: У 1-й пол. 20 ст. у водоймах України іноді зустрічалися поодинокі особини. З 60-х рр. в уловах не траплявся.
Причини зміни чисельності: Зникнення типових біотопів у результаті зміни гідрологічного, хімічного, біологічного режимів, спричиненої им будівництвом; забруднення води.

### Живлення
Живляться червами, ракоподібними, молюсками і дрібною рибою.

### Нерест
Нерест з квітня по червень за середньодобової температури води 7,7-22,0°С. Статевозрілими самці стають на 7-9 році життя, самиці — на 8-14 році життя. Середня довжина ходових самців — 137 см, самиць — 182 см.
Нереститься в місцях з швидкою течією, ікру відкладає на кам'янисто-галькове дно. Плодючість 0,2-6,7 млн ікринок. Ікра клейка, інкубація триває 3-13 діб. Після розмноження дорослі риби, а восени й молодь скочуються в море.
Можливе розмноження у неволі. Методика розведення відпрацьована у Ріонському рибзаводі (Грузія).

## Охоронний статус
Занесений до Червоної книги МСОП, Європейського Червоного списку (1991), Конвенції про міжнародну торгівлю видами дикої фауни і флори, які перебувають під загрозою зникнення (1973). Занесений також до Додатку 2 Бернської конвенції (охоронна категорія: вид підлягає особливій охороні), Додатку I Вашингтонської конвенції (CITES), Додатку II Боннської конвенції. Занесений до Червоної книги України. Крім того, вид охороняється Директивою Європейського Союзу 92/43/ЄС «Про збереження природних оселищ та видів природної фауни і флори».
Відтворення виду можливе лише шляхом реакліматизації і тільки після нормалізації екологічного стану водойм.